# Centrolabrus trutta
Centrolabrus trutta är en fiskart som först beskrevs av Lowe, 1834.  Centrolabrus trutta ingår i släktet Centrolabrus och familjen läppfiskar. IUCN kategoriserar arten globalt som livskraftig. Inga underarter finns listade i Catalogue of Life.